# Ice-Capades
Ice-Capades ist eine US-amerikanische Filmkomödie mit Musical-Einlagen aus dem Jahr 1941. Der nach einer Erzählung von Isabel Dawn und Boyce DeGaw gedrehte Film wurde von Republic Pictures produziert.

## Handlung
Der New Yorker Wochenschau-Kameramann Bob Clemens ist ein ausgemachter Frauenhasser. Er wird beauftragt, die Vorführung der Schweizer Eiskunstläuferin Karen Vadja in Lake Placid zu filmen. Clemens verpasst sein Flugzeug und kann so kein Filmmaterial liefern. Er denkt sich, dass alle Eiskunstläufer gleich aussehen und geht in den Central Park, um dort wahllos einige der Eisläufer zu filmen. Er entscheidet sich für Marie Bergen, eine schwedische Einwanderin, deren Visum abgelaufen ist.
Clemens filmt Marie mit Langeweile und passt nicht auf, so ist Marie ganz klar zu erkennen. Die Wochenschau wird vom Manager Larry Herman gesehen, der Maries Talent und Attraktivität sofort erkennt. Er will sie zum Star seiner Eis-Revue Ice-Capades machen. Unter den Zuschauern sind auch Jackson und Reed von der Einwanderungsbehörde. Da Marie in der Wochenschau als Karen Vadja vorgestellt wird, nimmt Herman mit Vadjas Agent Kontakt auf und schließt einen Vertrag ab. Als die Eiskunstläuferin nach New York kommt, ist Herman entsetzt, eine exzentrische und pferdegesichtige Frau vor sich zu haben. Herman sagt die Eis-Revue ab und verklagt die Produktionsgesellschaft, die die Wochenschauen herstellt. Direktor Ellis macht Bob und dessen Assistenten Colonna für die schlechte Werbung verantwortlich. Die beiden wollen nun Marie ausfindig machen und von Ellis selber zum Star machen lassen.
Marie flüchtet, weil sie Clemens und Colonna für Beamte der Einwanderungsbehörde hält. Doch die beiden Männer finden sie im Chor der Eis-Revue, in dem sie mitsingt. Zum Verbleib im Lande muss Marie einen amerikanischen Staatsbürger heiraten. Da Clemens der einzige unverheiratete Mann in der Nähe ist, versucht Ellis, ihn zur Hochzeit mit Marie zu überreden. Der eingefleischte Junggeselle lehnt ab. Doch er erklärt, dass er etwas für Marie empfinde und sie unter solchen Umständen nicht heiraten könne. Ellis erzählt Marie, dass Clemens sie ohne ihr Wissen gefilmt habe und dafür nun ins Gefängnis gehen müsse, wenn sie nicht in der Show auftreten würde. Marie, inzwischen in Clemens verliebt, akzeptiert.
Vor der Premiere wird Marie von Jackson und Reed hinter der Bühne verhaftet. Clemens erfährt von Ellis Lüge und schlägt ihn nieder. Dann informiert er Jackson und Reed, dass er Marie heiraten wolle. Herman verspricht, eine große Hochzeitsfeier zu veranstalten. Marie geht mit den anderen Eisläufern aufs Eis und führt das große Finale, Legend of the Falls, vor.

## Kritiken
Bosley Crowther von der New York Times bemängelte, dass an Stelle des erwarteten glitzernden Eisfilms eine langweilige und alberne Geschichte, die vor allem in Büros und düsteren Räumen spiele, abgeliefert werde.

## Auszeichnungen
Cy Feuer wurde 1942 in der Kategorie Beste Filmmusik für den Oscar nominiert.

## Hintergrund
Die Premiere fand am 20. August 1941 statt.
Der Film wurde von der ab 1940 aufgeführten gleichnamigen Show inspiriert. Die britische Eiskunstläuferin Belita, Star der Show, sollte auch im Film die Hauptrolle übernehmen. Doch Differenzen mit dem Studio führten dazu, dass Dorothy Lewis die Hauptrolle bekam. Belita wurde danach in ihrem Filmdebüt für eine Nummer eingesetzt.
Mit Ice Capades Revue wurde 1942 ein Nachfolgefilm gedreht.